# ヘンリー・ラブーシェア (初代トーントン男爵)

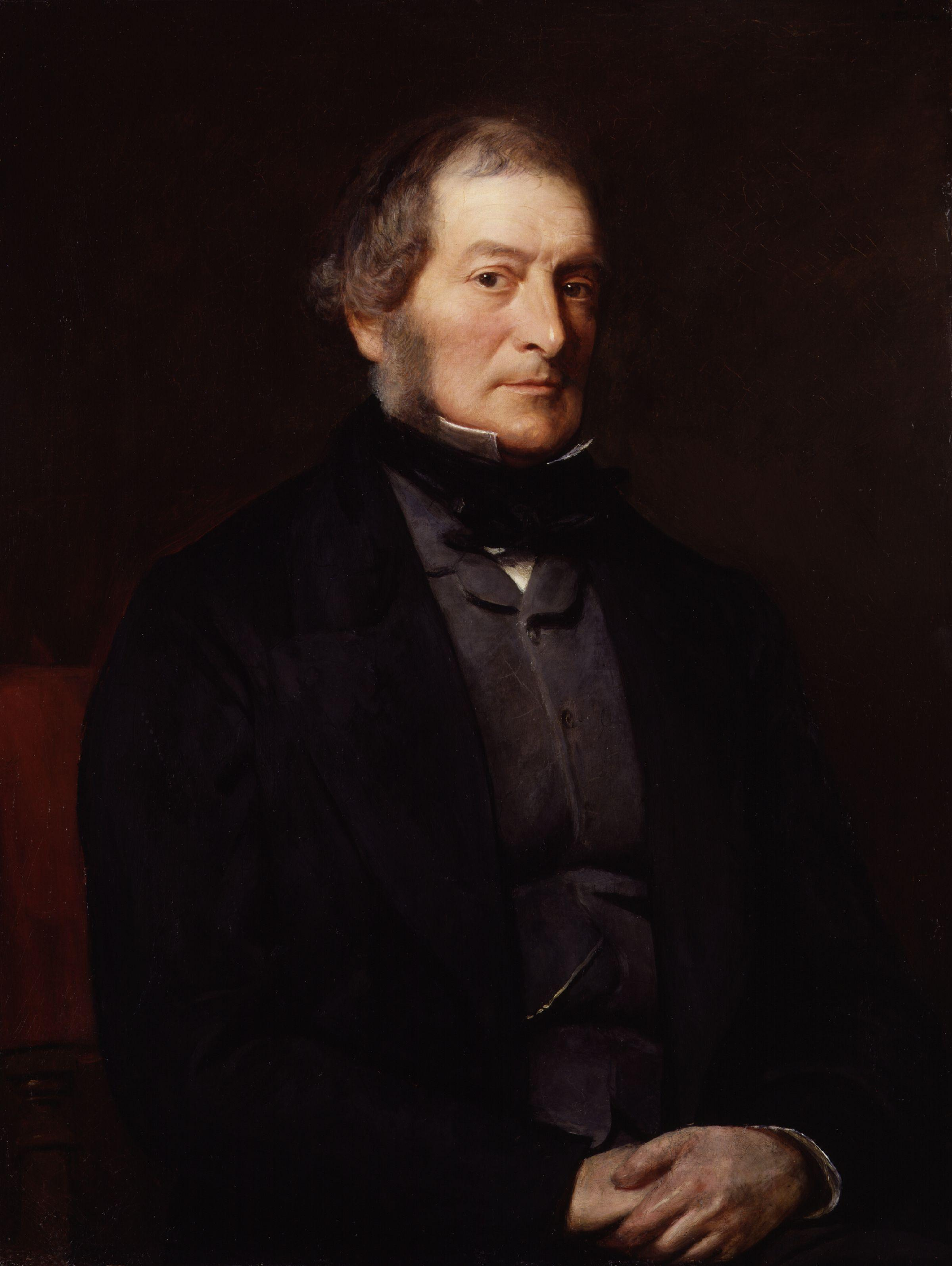
ウィリアム・メンジーズ・ツィーディーによる肖像画、1861年またはそれ以前。

初代トーントン男爵ヘンリー・ラブーシェア（英語: Henry Labouchere, 1st Baron Taunton PC PC (Ire)、1798年8月15日 – 1869年7月13日）は、イギリスの政治家、貴族。ホイッグ党、のち自由党に所属し、庶民院議員（在任：1826年 – 1859年）、商務庁副長官（在任：1835年 – 1839年）、造幣局長官（在任：1835年 – 1841年）、商務庁長官（在任：1839年 – 1841年、1847年 – 1852年）、アイルランド主席政務官（在任：1846年 – 1847年）、植民地大臣（在任：1855年 – 1858年）を歴任した。植民地大臣としては「敏腕で冷静」と評されたが、アイルランド主席政務官としては「平凡で優柔不断」と評された。

## 生涯

### 生い立ち
ピエール・セザール・ラブーシェル（Pierre César Labouchère、1839年1月16日没）と妻ドロシー・エリザベス（Dorothy Elizabeth、旧姓ベアリング（Baring）、1772年2月 – 1859年5月5日、初代準男爵サー・フランシス・ベアリングの娘）の息子として、1798年8月15日にセント・メリルボーンで生まれた。1808年から1812年までウィンチェスター・カレッジで教育を受けた後、1816年10月24日にオックスフォード大学クライスト・チャーチに入学、1821年にB.A.の学位を、1828年にM.A.の学位を修得した。1817年4月30日にリンカーン法曹院に入学したが、弁護士資格免許は取得しなかった。
1824年、ジョン・ステュアート＝ウォートリー＝マッケンジー閣下（のちの第2代ウォーンクリフ男爵）、ジョン・エヴリン・デニソン（のちの庶民院議長、初代オッシントン子爵）、エドワード・スミス＝スタンリー閣下（のちのイギリス首相、第14代ダービー伯爵）とともにカナダとアメリカ合衆国を旅した。この旅行によりカナダ事務への興味を持つようになり、またアメリカ人やアメリカの制度に好感をもった。

### 庶民院の平議員
1826年4月、初代準男爵サー・クリストファー・ホーキンスの支持を受けて、ホイッグ党穏健派の候補としてミッチェル選挙区の補欠選挙で出馬した。ホーキンスはミッチェルで1議席を指名できる勢力を有し、アレクサンダー・ベアリング（ラブーシェアの母方のおじ）がラブーシェアのパトロンを務めたこともあってラブーシェアは補欠選挙と同年6月の総選挙で当選した。
議会では穀物法改正に賛成（1826年4月）、カトリック解放に賛成（1827年3月、1828年5月、1829年3月）、審査法廃止に賛成（1828年2月）、ユダヤ人解放に賛成（1829年4月、1829年5月）、通貨偽造の死刑廃止に賛成（1830年6月）するなどホイッグ党寄りの投票傾向を示し、1827年2月にホイッグ党のブルックス・クラブに加入した。選挙法改正をめぐり、1826年4月13日にエディンバラ選挙区の改革に賛成、同4月27日に選挙法改正に賛成したほか、1828年3月と1829年5月にイースト・レッドフォード選挙区の議席を廃止してバーミンガム選挙区を新設する議案に賛成した。
カナダ事務では1827年6月にカナダにおける水運改善に向けた補助金に賛成、1828年5月にカナダ政府に関する調査委員会設立に賛成（のち委員に選出）した。1828年5月に行われた議会での初演説もカナダ政府を主題としており、「住民の好意を維持できなかったら、カナダは全く維持できない」（if ‘we could not keep the Canadas with the good will of the inhabitants, we could not keep them at all.’）と述べた。1828年7月にはアメリカの攻撃からカナダを守る必要性を述べ、「カナダを失ったら、ニューブランズウィックとノバスコシアは確実に失われ、それに伴い広大な漁場も失われるだろう」（if we lose Canada, we shall most assuredly lose New Brunswick and Nova Scotia, and with them the whole of our extensive fisheries’）とし、イングランドの海上覇権も沈むだろうと警告した。委員会が報告書を提出すると、1829年2月、4月、5月と連続してウェリントン公爵内閣にカナダ政府の改革を約束するよう求めた。1830年12月にリドー運河建設への助成金に賛成した。それ以外ではケープ植民地からの請願を提出したり、バハマに関する弁論に加わった。
1830年イギリス総選挙でベアリングの支持を受けて、今度はトーントン選挙区から出馬した。現職議員のヘンリー・シーモアが引退を表明し、定数2人に対し3人が立候補したが、ラブーシェアは430票で難なくトップ当選した。1830年の総選挙で当選したラブーシェアとエドワード・トマス・ベインブリッジが第1回選挙法改正を支持したため、1831年イギリス総選挙では2人ともに無投票で再選した。第1回選挙法改正の後の1832年イギリス総選挙と1835年イギリス総選挙でも無投票で再選した。
1831年7月21日、エセックス副統監の1人に任命された。

### 官職就任と商務庁長官（第1期）
グレイ伯爵内閣では1832年6月に下級海軍卿（Lord of Admiralty）に任命され、保守党内閣である第1次ピール内閣の成立に伴い1834年12月に辞任した。
第2次メルバーン子爵内閣が成立すると、1835年4月25日に造幣局長官に任命された。官職に伴う出直し選挙（4月29日）ではベンジャミン・ディズレーリ（保守党所属、のちのイギリス首相）が対立候補として出馬した。しかし、ラブーシェアは452票対282票で難なく再選した。5月6日、連合王国枢密院の枢密顧問官に任命され、同時に商務庁副長官にも任命された。以降1837年（469票）、1841年（430票）、1847年（543票）、1852年（430票）、1857年（442票）の総選挙でトップ再選を続け、1859年イギリス総選挙では得票数2位（388票）で再選した。ヴィクトリア女王の即位にあたり、1837年7月18日に造幣局長官を再任した。
1839年2月より陸軍・植民地省政務次官を兼任した。同年8月に政務次官を辞任したが、造幣局長官には留任、8月29日に商務庁長官に昇進、同時に閣僚になった。商務庁長官として、西インドと北米植民地における関税率を引き下げた。1841年9月の内閣総辞職によりラブーシェアも辞任した。

### アイルランド主席政務官
第1次ラッセル内閣では1846年7月にアイルランド主席政務官に任命され、同年9月4日にアイルランド枢密院の枢密顧問官に任命された。
ラブーシェアが主席政務官を務めた時期はジャガイモ飢饉が厳しくなった時期と重なり、1846年7月にジャガイモ疫病が再発、さらに同年秋に死者が急増した。しかし、ラブーシェアは先代の内閣が実施した救済策を続け、政策を改善しようとしなかった。1846年10月5日には「ラブーシェア書簡」（Labouchere letter）を発し、飢饉への救済措置を「再生産性のある雇用」（reproductive employment、すなわち公共事業）に限定すべきと説いた。限定する理由は地主が飢饉救済を行うにあたり領地改良も行うよう促進するためであり、具体的な事業として埋め立てや排水設備を挙げたが、最終的な財源を地主としたため、この計画は好評を得られなかった。
1846年12月には庶民院での演説で「救貧院は満員であり、人々は追い払われて死ぬしかなかった」（The workhouses are full and the people are turned away to perish）と状況の悪化を認めたが、1847年1月に救済策の強化を不要だと断じてしまう。また、ダブリン城には各地での熱病エピデミックの報せが続々と届いたが、当初は飢饉が熱病の流行を起こしたことを頑なに認めず、1847年4月になってようやくアイルランド熱病法（Irish Fever Act）の制定を支持した。

### 商務庁長官（第2期）
1847年7月22日、アイルランド主席政務官から転じる形で商務庁長官に任命された。2度目の商務庁長官在任期では航海条例廃止を推進、1849年に可決させた。1851年のロンドン万国博覧会にあたり1851年博覧会王立委員会の委員を務めた。1852年2月の第1次ラッセル内閣崩壊に伴い辞任、ホイッグ党内閣であるアバディーン伯爵内閣（1852年 – 1855年）には入閣しなかった。1853年6月22日、ロンドン市王立委員会の委員に任命された。

### 植民地大臣
1855年に第1次パーマストン子爵内閣が成立したときも最初は入閣しなかったが、1855年11月21日に植民地大臣に任命された。植民地大臣としては第2代準男爵サー・ジョージ・グレイが提唱した、ナタール植民地を植民地として（ほかの植民地から）独立させる計画を支持、ニュージーランド総督のトマス・ゴア・ブラウンが提唱したニュージーランド植民地における入植者とマオリ族の妥協も支持した。
1858年2月にパーマストン子爵が辞任すると、ラブーシェアも大臣を退任した。

### 晩年

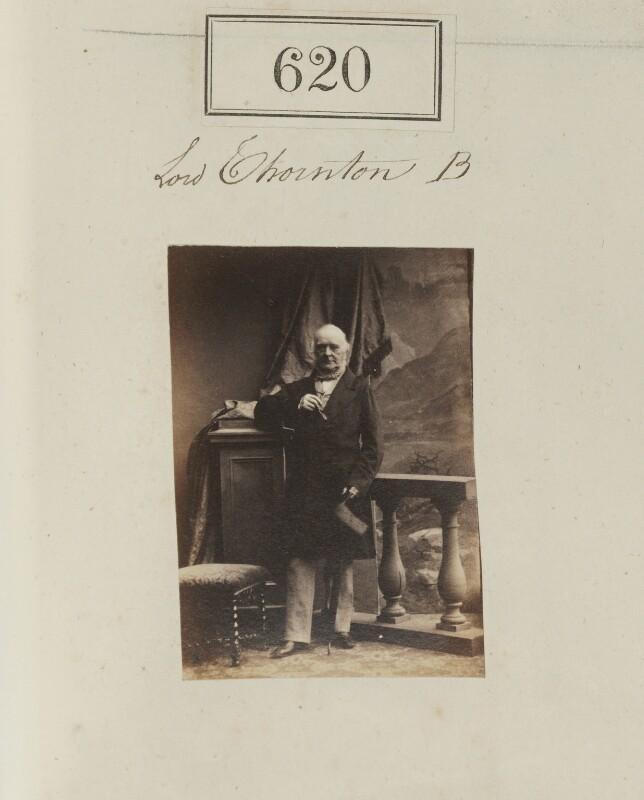
カミーユ・シルヴィによる肖像写真、1860年撮影。

1859年8月、チルターン・ハンドレッズ執事に任命される形で庶民院議員を辞任した。直後の1859年8月18日、連合王国貴族であるサマセット州におけるトーントンのトーントン男爵に叙された。1860年1月24日、貴族院に初登院した。以降も貴族院で度々弁論に関わったものの、2度と官職に就任しなかった。
1860年に大英博物館理事に就任、1869年に死去するまで務めた。1864年12月28日、学校に関する調査委員会の議長に任命され、1867年まで務めた。
1869年7月9日に貴族院で最後の演説をした後、7月13日にロンドンのベルグレイヴ・スクエア27号で死去、20日にオーバー・ストーウィーの教会に埋葬された。娘しかもうけず、爵位は廃絶した。サマセットとエセックスにおける領地は長女メアリー・ドロシーと次女ミナ・フランシスが相続、アメリカでの領地は弟の息子ヘンリーが相続した。

## 評価
『オックスフォード英国人名事典』によれば、トーントン男爵はホイッグ党員というよりは穏健派の自由主義者であり、1860年代にホイッグ党が自由党に発展するときの橋渡し役の1人だった。
庶民院議員として広く尊敬され、初代キャンベル男爵ジョン・キャンベルから「見事な演説者」（a very pretty speaker）、「完璧なジェントルマンであり、庶民院で（発言を）好意をもって聴かれた」（such a perfect gentleman that in the House of Commons he is heard with peculiar favour）と評された。植民地大臣としては『オックスフォード英国人名事典』から敏腕、高潔かつ冷静（efficient, high-principled, and even-tempered）と評された。一方、アイルランド主席政務官としての評価は低く、『アイルランド人名事典』では「平凡で優柔不断」（uninspired and irresolute）と評された。

## 家族
1840年4月10日、フランシス・ベアリング（Francis Baring、1813年8月23日 – 1850年5月25日、第2代準男爵サー・トマス・ベアリングの娘）と結婚、3女をもうけた。
- メアリー・ドロシー（1842年5月22日[23] – 1920年3月15日） - 1872年9月19日、エドワード・ジェームズ・スタンリー（英語版）（1826年12月16日 – 1907年9月28日）と結婚、子供あり[24]
- ミナ・フランシス（Mina Frances、1843年6月23日[23] – 1917年9月4日） - 1864年5月2日、サー・アーサー・エドワード・オーガスタス・エリス（英語版）（1837年12月13日 – 1907年6月11日）と結婚、子供あり[25]
- エミリー・ハリエット（Emily Harriet、1844年6月24日[23] – 1933年10月18日） - 1881年10月18日、第5代セント・ジャーマンズ伯爵ヘンリー・エリオット（英語版）（1911年9月24日没）と結婚、子供あり[26]

1852年7月13日、メアリー・マティルダ・ジョージアナ・ハワード（Mary Matilda Georgiana Howard、1823年1月28日 – 1892年9月17日、第6代カーライル伯爵ジョージ・ハワードの娘）と再婚したが、2人の間に子供はいなかった。